# Manuel Caldeiro
Manuel Caldeiro Parajuá (Madrid, 1827 - íd., 1894) fue un notario y filántropo español, creador de la Fundación Caldeiro.

## Biografía
Era oriundo de Lugo, pero su familia emigró a Madrid, donde nació en 1827. Recibió célula de notario de la reina en 1853. Se casó con Cayetana López de Cos, pero como no tuvo descendencia dejó como última voluntad en su testamento que se donaran todos sus bienes para crear un patronato que acogiera y amparara como un asilo a niños huérfanos y necesitados de Madrid. Esta pasó a llamarse Fundación Caldeiro.
Propietario de grandes fincas en el entorno capitalino, los albaceas las vendieron para comprar los terrenos para un gran colegio de 5000 metros cuadrados construidos, rodeados de otros 5.000 de espacio natural que se levantó en estilo neomudéjar según los planos del arquitecto Luis Cabello. Las obras acabaron el 15 de junio de 1904 y el colegio se inauguró en 1911 con 300 alumnos. Se encargó su gestión desde su constitución a los religiosos Terciarios Capuchinos de Nuestra Señora de los Dolores (Amigonianos), congregación fundada en 1889 por el padre Luis Amigó, franciscano capuchino, quien había especializado a sus religiosos en la prevención de la delincuencia y en la reeducación de la juventud, para que gobernaran reformatorios. El colegio Caldeiro todavía perdura en la actualidad como colegio concertado privado, y se ubica en las cercanías de la plaza de Las Ventas.